# Thagria srilankensis
Thagria srilankensis är en insektsart som beskrevs av Nielson 1980. Thagria srilankensis ingår i släktet Thagria och familjen dvärgstritar. Inga underarter finns listade i Catalogue of Life.